# نيكولاس برنولي الثاني
نيكولاس برنولي الثاني (بالألمانية: Nikolaus II Bernoulli) هو عالم رياضيات سويسري.